# Ptilotrigona pereneae
Ptilotrigona pereneae là một loài Hymenoptera trong họ Apidae. Loài này được Schwarz mô tả khoa học năm 1943.